# Історія трубопровідного транспорту природного газу

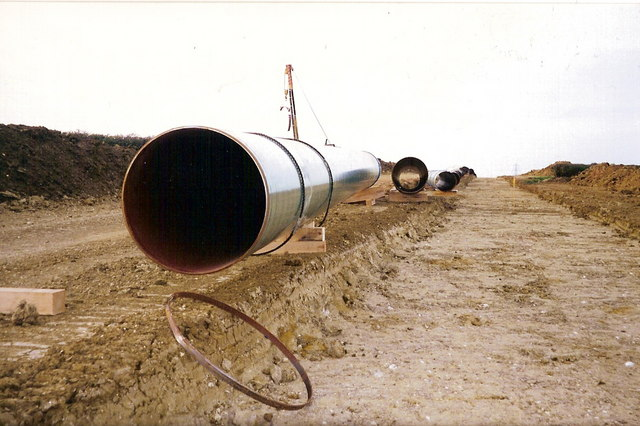

Історія трубопровідного транспорту природного газу
Ще в давнину «горюче повітря» — природний газ з вулканічних тріщин, збирали за допомогою очеретяних трубочок в шкіряні бурдюки і на в'ючних тваринах або морських судах перевозили в країни, населення яких сповідувало зороастризм — культ вогню.
За 200 років до н. е. в китайських провінціях Юнань, Шу-Гуань і Шансі природний газ по бамбуковим трубах подавався від місць його виділення або видобутку до місць споживання, де його використовували для опалення, освітлення, приготування їжі та випарки розсолу.
У VII столітті неподалік від селища Сурахани, поблизу Баку, де були природні виходи газу на поверхню землі, був побудований храм вогнепоклонників. Газ підводився в храм по глиняних трубах.
У 1825 р. під Фредонією (США) був побудований перший металевий (свинцевий) трубопровід для подачі газу споживачам.
У 1883 році Піттсбург став першим великим містом, що постачається природним газом Інші міста постачалися газом ситуативно — у випадку, якщо поряд була газова свердловина.
Перший великий газопровід від промислів на півночі штату Індіана до Чикаго протяжністю 195 км і діаметром 200 мм був збудований в 1891 р. Але цей трубопровід відрізнявся перекачуванням газу при низькому тиску. Газопроводи високого тиску на великі відстані стали можливими після введення в 1911 р. оксиацетиленового зварювання, і особливо після того, як електродугове зварювання стало популярним у 1920-х рр.
І надалі трубопровідний транспорт газу розвивався переважно в США. У 1928…1932 рр. були побудовані великі магістральні газопроводи від родовища Панхендл в Чикаго і Детройт (протяжністю 1570 і 1375 км відповідно). Потім став до ладу Теннесійський газопровід довжиною близько 2000 км, по якому газ родовищ Техасу подавався в Західну Вірджинію.
На Кавказі перші газопроводи місцевого значення з'явилися в 1880—1890 рр. в районі Баку. У 1925—1936 рр. в районі Баку було споруджено кілька газопроводів діаметром 300 … 400 мм невеликої довжини для транспортування попутного нафтового газу з довколишніх нафтових родовищ.
У вересні 1944 р. Державний комітет оборони СРСР ухвалив рішення про спорудження магістрального газопроводу Саратов — Москва діаметром 325 мм і довжиною 843 км. Газопровід запущено у 1946 р.
Газопровід Дашава — Київ — перший магістральний газопровід в Україні.
Експлуатація газопроводу розпочалася 1 жовтня 1948 року.
Будівництво труби розпочалося у 1946 році — офіційно 6 серпня- і вже за два роки вона була готова до транспортування природного газу.
Загальна протяжність — 509,6 км, діаметр труби — 500 мм, пропускна здатність — 1,5 млн м³ на добу.
1948 року природний газ із цієї труби отримав і Тернопіль. Було створено Управління з експлуатації газопроводу «Дашава-Київ», яке мало у своєму складі 5 районних управлінь у містах Тернопіль, Красилів, Бердичів, Київ та у с. Гніздичів. Цей день вважається днем народження теперішнього «Київтрансгазу».
У 1968-1969 рр. був побудований найпівнічніший в світі магістральний газопровід Мессояха — Норильськ діаметром 720 мм і довжиною 671 км.
Газопровідна система Надим — Урал — Центр діаметром 1220 … 1420 мм і протяжністю 3600 км, побудована в 1974 р, бере початок від родовища Ведмеже.
Унікальною і не має аналогів у світі, є система трансконтинентальних газопроводів великого діаметра, що беруть початок від Уренгойського родовища. Основним проектом трубопровідного будівництва в 1986—1990 рр. стала шестиниткова газотранспортна система для подачі Ямбургського газу в центр країни і на експорт. Загальна протяжність входять в цю систему газопроводів (Ямбург — Єлець I, Ямбург — Єлець II, Ямбург — Тула I, Ямбург — Тула II, Ямбург — Поволжі, Ямбург — Західний кордон) становить 28,7 тис. км. На магістралях споруджено 170 компресорних станцій.
Протяжність газопроводів, що перебувають у віданні РАО «Газпром», на 1 січня 2003 становила близько 150 тис. км, що перевищує протяжність російських нафто- і нафтопродуктопроводів разом узятих.
Більше 60 % газопроводів мають діаметр 1220 … 1420 мм, а понад 35 % працюють з тиском 7,5 МПа. Перекачування газу здійснюють 254 компресорні станції сумарною потужністю 42,5 млн кВт. Середня дальність транспортування газу становить близько 2500 км.